# Lumen fidei
Lumen Fidei (em latim) ou Luz da Fé (em português), é a primeira encíclica do Papa Francisco, assinada em 29 de junho de 2013, na Solenidade dos Apóstolos Pedro e Paulo, publicada a 5 de julho de 2013, quase quatro meses depois do início do seu pontificado.
A encíclica centra a sua temática na fé e conclui uma trilogia de seu predecessor, o Papa Bento XVI, que já havia escrito sobre a esperança e a caridade, as outras virtudes teologais, nas encíclicas Deus Caritas Est, Spe Salvi e Caritas in Veritate.

Francisco assumiu, de facto, o trabalho de Bento XVI que, antes de sua renúncia ao papado, já tinha completado o primeiro rascunho do texto, ao qual foram adicionadas algumas contribuições do papa argentino.
O texto procura apresentar a fé como uma luz que dissipa as trevas e ilumina a maneira como o ser humano é. A encíclica é dividida em quatro capítulos, aos quais se acrescenta uma introdução e uma conclusão. Eles traçam a história da fé da Igreja (desde o chamado de Deus a Abraão e a Israel até a ressurreição de Cristo), a relação entre razão e fé, o papel da Igreja na transmissão da fé e o efeito da fé nas sociedades, em busca da construção de um bem comum. Conclui com uma oração à Virgem Maria, que é apresentada como um modelo de fé pelo seu "sim" ao chamado de Deus. (Lucas 1:38)
O documento tem quase 90 páginas e conta com quatro capítulos:
- Capítulo I: Acreditámos no amor (I João 4:16), que repassa a história da fé, desde Abraão até nossos dias, e alguns dos debates que ao longo dos séculos questionaram a missão da Igreja, como a salvação pela fé ou sua eclesialidade;
- Capítulo II: Se não acreditardes, não compreendereis (Isaías 7:9), que se dedica às relações da fé com a verdade, o amor, o diálogo com a ciência e a sociedade, a busca de Deus e a teologia;
- Capítulo III: Transmito-vos aquilo que recebi (I Coríntios 15:3), que defende a legitimidade da instituição eclesial como base da unidade da fé, assim como a importância dos sacramentos e da sucessão apostólica como depositários da verdade dos crentes, reforça a unidade da fé diante das diferentes ideologias;
- Capítulo IV: Deus prepara para eles uma cidade (Hebreus 11:16), vincula a fé com a esperança e a caridade, e analisa as relações destas virtudes com a família, a sociedade, o bem comum e a ordem política;
- Na Conclusão há uma invocação à Virgem Maria, que contou com a colaboração do Papa Francisco.[2]